# لیگ برتر فوتبال ایسلند
 لیگ برتر فوتبال ایسلند  (به ایسلندی: Úrvalsdeild) معتبرترین لیگ فوتبال در کشور ایسلند است که از سال ۱۹۱۲ تاکنون برگزار می‌شود. این لیگ از ۱۲ تیم که از سراسر کشور ایسلند در آن شرکت می‌کنند برگزار می‌شود.
باشگاه فوتبال ریکیاویکور با ۲۷ قهرمانی پرافتخارترین تیم این سری مسابقات به حساب می‌آید.

## پرافتخارترین باشگاه‌ها
| باشگاه     | قهرمانی |
| ریکیاویکور | ۲۷      |
| والور      | ۲۳      |
| آکرانس     | ۱۸      |
| فرام       | ۱۸      |